# Mirabel-aux-Baronnies
Pour les articles homonymes, voir Mirabel.
Mirabel-aux-Baronnies est une commune française située dans le département de la Drôme, en région Auvergne-Rhône-Alpes.

## Géographie

### Localisation
Mirabel-aux-Baronnies est située à 16 km de Valréas.

### Relief et géologie
Sites particuliers :
- le Calvaire (313 m) ;
- le Valat Blanc (327 m) ;
- Montagne du Devès (696 m) ;
- Pas du Rocher ;
- Plateau des Cailles ;
- Tour de Mialon (317 m).

### Hydrographie
La commune est arrosée par les cours d'eau suivants :
- la Gaude
- la Riaille
- le Rieu Sec
- l'Eygues
- Ravin de Fabranche
- Ravin de la Combe
- Ravin de la Tune
- Ravin de Font Froide
- Ravin d'Entrefour
- Ravin d'Hautimagne
- Ravin des Bridoux
- Ravin des Plans
- Ravin de Toulouse
- Ravin de Tour Belle
- Ravin du Perrier
- Ravin du Plomb
- Ruisseau du Coignet
- Ruisseau du Grand Valat

### Climat
Pour des articles plus généraux, voir Climat d'Auvergne-Rhône-Alpes et Climat de la Drôme.
En 2010, le climat de la commune est de type climat méditerranéen franc, selon une étude du CNRS s'appuyant sur une série de données couvrant la période 1971-2000. En 2020, Météo-France publie une typologie des climats de la France métropolitaine dans laquelle la commune est exposée à un climat de montagne ou de marges de montagne et est dans la région climatique Provence, Languedoc-Roussillon, caractérisée par une pluviométrie faible en été, un très bon ensoleillement (2 600 h/an), un été chaud (21,5 °C), un air très sec en été, sec en toutes saisons, des vents forts (fréquence de 40 à 50 % de vents > 5 m/s) et peu de brouillards.
Pour la période 1971-2000, la température annuelle moyenne est de 13,4 °C, avec une amplitude thermique annuelle de 17,1 °C. Le cumul annuel moyen de précipitations est de 815 mm, avec 6,3 jours de précipitations en janvier et 3,6 jours en juillet. Pour la période 1991-2020, la température moyenne annuelle observée sur la station météorologique de Météo-France la plus proche, sur la commune de Vinsobres à 4 km à vol d'oiseau, est de 14,2 °C et le cumul annuel moyen de précipitations est de 788,5 mm,. Pour l'avenir, les paramètres climatiques de la commune estimés pour 2050 selon différents scénarios d'émission de gaz à effet de serre sont consultables sur un site dédié publié par Météo-France en novembre 2022.

## Urbanisme

### Typologie
Au 1er janvier 2024, Mirabel-aux-Baronnies est catégorisée bourg rural, selon la nouvelle grille communale de densité à 7 niveaux définie par l'Insee en 2022.
Elle est située hors unité urbaine. Par ailleurs la commune fait partie de l'aire d'attraction de Nyons, dont elle est une commune de la couronne,. Cette aire, qui regroupe 17 communes, est catégorisée dans les aires de moins de 50 000 habitants,.

### Occupation des sols
L'occupation des sols de la commune, telle qu'elle ressort de la base de données européenne d’occupation biophysique des sols Corine Land Cover (CLC), est marquée par l'importance des territoires agricoles (70,8 % en 2018), en diminution par rapport à 1990 (74,7 %). La répartition détaillée en 2018 est la suivante : cultures permanentes (69,8 %), forêts (22 %), zones urbanisées (5,3 %), espaces ouverts, sans ou avec peu de végétation (1,9 %), zones agricoles hétérogènes (1 %). L'évolution de l’occupation des sols de la commune et de ses infrastructures peut être observée sur les différentes représentations cartographiques du territoire : la carte de Cassini (XVIIIe siècle), la carte d'état-major (1820-1866) et les cartes ou photos aériennes de l'IGN pour la période actuelle (1950 à aujourd'hui).

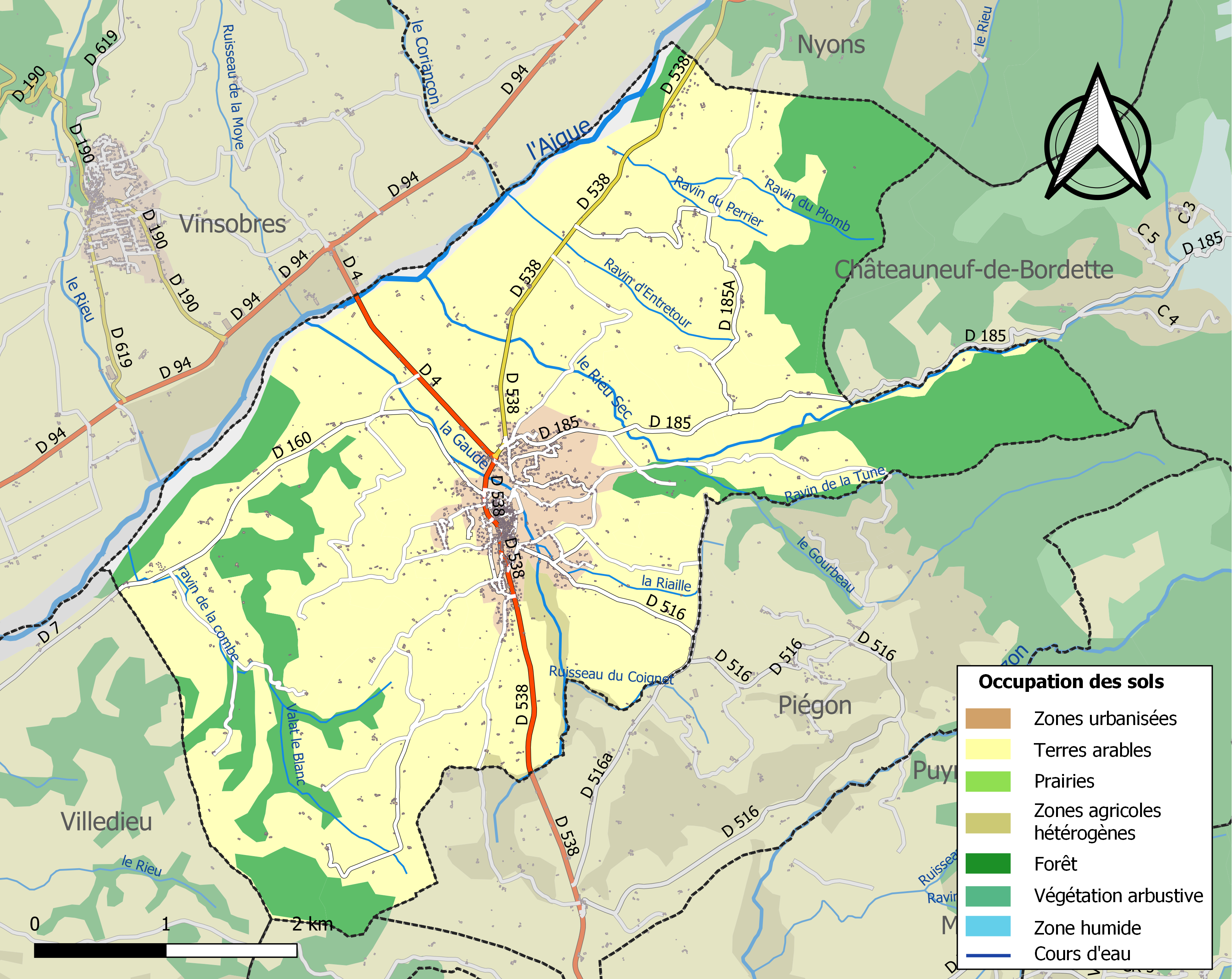
Carte des infrastructures et de l'occupation des sols de la commune en 2018 (CLC).

### Morphologie urbaine
Bourg posé sur une butte.

#### Quartiers, hameaux et lieux-dits
Site Géoportail (carte IGN) :
- Barras
- Beaulieu
- Bois du Roi
- Bouchon
- Boudouse
- Bousquet
- Chameil
- Côtes Enverses
- Fabranche
- Ferme de Ricou
- Ferme du Gros Chêne
- Fermes du Penas
- Font Froide
- Haut Fabranche
- Hautimagne
- Josiol
- l'Achis
- la Draye du Moulin
- la Fournache
- la Genestière
- la Taurelle
- l'Autaret
- Lauzière
- le Bijou
- le Colombier
- le Haut Rieu
- le Mont Ferrand
- le Moulin
- le Peyssier
- le Pigeonnier
- le Rieu
- le Rieu
- les Arches
- les Blaches
- les Bridoux
- les Cailles
- les Combes
- les Hautes Blaches
- les Montées
- les Pennes
- les Pins
- les Plans
- les Trailles
- les Vieilleries
- Meynette
- Mialon
- Notre-Dame de Beaulieu
- Petit Beaulieu
- Peyrouse
- Pié Bel
- Prés Condus
- Risanne
- Roussinas
- Serre de la Motte
- Source de la Trempe
- Tour Belle

### Voies de communication et transports
La commune est desservie par les routes départementales D 4, D 160, D 185, D 185A, D 516, D 516A et D 538.

### Risques naturels et technologiques

#### Risques sismiques
La commune de Mirabel a été touchée par un tremblement de terre d’intensité V-VI sur l’échelle MSK en 1812. Le séisme des 14 et 15 février fit s’ébouler quelques rochers.

## Toponymie

### Attestations
Dictionnaire topographique du département de la Drôme :
- 1059 : de Mirabello castello (cartulaire de Saint-Victor, 689).
- 1115 : mention de la paroisse : ecclesia de Mirabel (Pérussis, 844).
- 1231 : oppidum quod dicitur Mirabel, in dioecesi Vasionensi (Gall. christ., XVI, 210).
- 1284 : castrum de Mirabello (Valbonnais, II, 118).
- 1321 : castrum de Miribello (Inventaire des dauphins, 225).
- 1326 : castrum Miribelli baronniarum Medullionis (Inventaire des dauphins, 181).
- 1331 : Miribellum (Inventaire des dauphins).
- 1345 : mention de l'atelier monétaire des dauphins : moneta Mirabelli (Num. du Dauphiné, 109).
- 1353 : Miribellum Vasionis dioecesis (Num. du Dauphiné, 125).
- 1408 : castrum Mirabelli in Baroniis (B. de Sainte-Marthes, Hist. de Saint-Paul-Trois-Châteaux, 325).
- 1465 : Mirabel au Dauphiné (Num. du Dauphiné, 180).
- 1496 : mention de l'église Saint-Julien : ecclesia parrochialis Sancti Juliani Mirabelli (terrier de Pierre).
- 1585 : Mirabeau (correspondance de Lesdiguières, III, 18).
- 1587 : Mirabeau sur Gaude (archives de la Drôme, E 4547).
- XVIe siècle : Mirabeau en Dauphiné (Pérussis, 94).
- 1619 : Mirebel (Pérussis, 3405).
- 1632 : Myrebel (Pérussis, 4550).
- 1891 : Mirabel, commune du canton de Nyons.

(non daté)[réf. nécessaire] : Mirabel-aux-Baronnies.

### Étymologie
D'après une légende, le village tirerait son nom d'une tour merveilleuse, appelée Mirabellis, du haut de laquelle on apercevait Orange[réf. nécessaire].

## Histoire

### Préhistoire
Nécropoles et poteries préhistoriques.

### Protohistoire: les Celtes
Mirabel est l'ancienne chef-lieu de la tribu voconce des Gaudenses qui portait le nom de la rivière Gaude, affluent de l'Eygues[réf. nécessaire].

### Du Moyen Âge à la Révolution
La seigneurie
- Au point de vue féodal, Mirabel était une terre (ou seigneurie) des barons de Montauban.
- 1026 : les Montauban la soumettent au fief de l'abbesse de Saint-Cézaire d'Arles.
- 1259 : l'abbesse de Saint-Cézaire cède le haut domaine à la maison de Baux.
- 1305 : les Montauban la donne aux dauphins.
- 1345 : la maison de Baux cède le haut domaine aux dauphins. Ces derniers y transfèrent, de Visan, leur atelier monétaire. Il y fonctionna jusqu'en 1426, date à laquelle il fut transféré à Montélimar.
- 1349 : la terre elle-même devient domaniale.
- 1563 : elle est aliénée au profit des Soyans.
- 1573 : les droits sont rachetés par la communauté du lieu qui garda la seigneurie jusqu'à la Révolution.

Démographie
- 1755 : 1204 habitants (309 hommes, 319 femmes, 279 garçons, 297 filles).
- 1770 : 312 habitants ou familles.

Détail
Le 9 octobre 1206, Dragonet de Montauban et son fils Raymond cédèrent leur haute justice sur le fief, en échange de droits seigneuriaux sur Vinsobres, à Eldiarde, abbesse de Saint-Césaire d'Arles[réf. nécessaire].
Après l'annexion de la baronnie par les dauphins, ceux-ci comblèrent Mirabel de largesses : Mirabel fut atelier monétaire ; le château fut agrandi et embelli, l'église Saint-Julien reconstruite avec une chapelle spéciale pour eux. Ils firent de leur domaine de Beaulieu l'une de leurs principales résidences[réf. nécessaire].
Jusqu'en 1348, il existait un quartier juif, nommé Les Josiols, en contrebas, au nord du village. À cause de rumeurs selon lesquelles les juifs étaient responsables de la peste qui menaçait cette année-là, ils furent assassinés ou envoyés vers Carpentras. Le quartier fut intégralement détruit[réf. nécessaire].
XIVe siècle : la seigneurie est pillée et saccagée par les compagnies de Routiers[réf. nécessaire].
Après les guerres de Religion, la chapelle Saint-Julien fut détruite, puis, en 1633, ce fut le tour du château et des remparts.
L'église actuelle fut construite sur les ruines de l'ancienne chapelle entre 1645 et 1651.
Par peur de la peste, les remparts furent reconstruits en 1652 et on y aménagea quatre portes[réf. nécessaire].
Avant 1790, Mirabel était une communauté de l'élection de Montélimar et de la subdélégation et du bailliage du Buis, formant une paroisse du diocèse de Vaison dont l'église, premièrement dédiée à saint Victor, puis à saint Julien, appartenait, ainsi que les dîmes, à l'ordre de Saint-Jean-de-Jérusalem à cause du prieuré de Notre-Dame de Beaulieu (voir ce nom).

### De la Révolution à nos jours
En 1790, Mirabel devient le chef-lieu d'un canton comprenant les municipalités d'Aubres, Châteauneuf-de-Bordette, Curnier, Mérindol, Mirabel et Piégon. La réorganisation de l'an VIII (1799-1800) en fait une simple commune du canton de Nyons.
Après le 9 thermidor 1794 (assassinat de Robespierre), la commune devient un foyer de réaction royaliste. L'ordre ne sera rétablie qu'après la fête du 14 juillet 1802)[réf. nécessaire]).
1876 : Mirabel-aux-Baronnies est l'un des premiers villages avec un réseau d'alimentation d'eau publique. Des spécialistes italiens restèrent pendant quelques années à Mirabel avec leurs familles ; il existait même une école primaire en langue italienne pour leurs enfants. L'eau venait (et vient toujours) de la source nommée « Tune », 4 kilomètres au nord-est (direction Châteauneuf). L'eau était collectée et conduite par des dallots (canalisations) en béton vers le village où quatre lavoirs, deux fontaines et quelques robinets étaient alimentés. Les canalisations étaient fabriquées sur place. L'ancienne fontaine de la place des Armes, datant du XIIIe siècle, fut adaptée pour cette alimentation[réf. nécessaire].

## Politique et administration

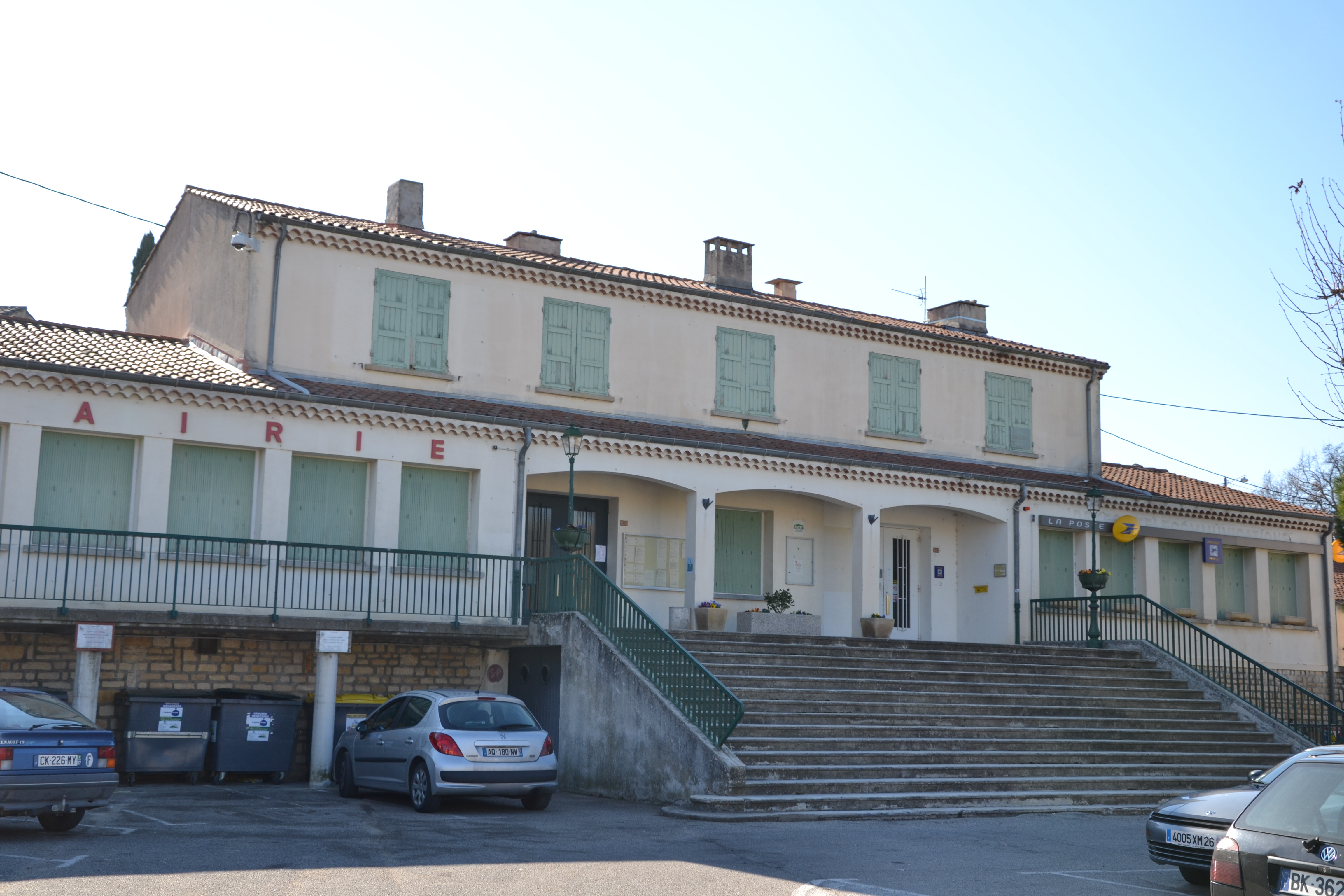
Mairie de Mirabel-aux-Baronnies.

### Liste des maires
| Période | Période                    | Identité                                 | Étiquette        | Qualité     |
| ------- | -------------------------- | ---------------------------------------- | ---------------- | ----------- |
| 1977    | 2001                       | Louis Chalon                             | (sans étiquette) | agriculteur |
| 2001    | En cours (au 15 mars 2022) | Christian Cornillac[source insuffisante] | DVG              | agriculteur |

### Rattachements administratifs et électoraux
Pour les élections législatives, la commune faisait partie du Canton de Nyons avant mars 2015. Depuis, elle est dans la Troisième circonscription de la Drôme.

## Population et société

### Démographie
L'évolution du nombre d'habitants est connue à travers les recensements de la population effectués dans la commune depuis 1793. Pour les communes de moins de 10 000 habitants, une enquête de recensement portant sur toute la population est réalisée tous les cinq ans, les populations de référence des années intermédiaires étant quant à elles estimées par interpolation ou extrapolation. Pour la commune, le premier recensement exhaustif entrant dans le cadre du nouveau dispositif a été réalisé en 2005.

En 2022, la commune comptait 1 514 habitants, en évolution de −4,78 % par rapport à 2016 (Drôme : +2,64 %, France hors Mayotte : +2,11 %).
| 1793  | 1800  | 1806  | 1821  | 1831  | 1836  | 1841  | 1846  | 1851  |
| ----- | ----- | ----- | ----- | ----- | ----- | ----- | ----- | ----- |
| 1 580 | 1 541 | 1 631 | 1 731 | 1 816 | 1 734 | 1 793 | 1 761 | 1 854 |

| 1856  | 1861  | 1866  | 1872  | 1876  | 1881  | 1886  | 1891  | 1896  |
| ----- | ----- | ----- | ----- | ----- | ----- | ----- | ----- | ----- |
| 2 008 | 1 912 | 1 747 | 1 671 | 1 689 | 1 556 | 1 442 | 1 379 | 1 371 |

| 1901  | 1906  | 1911  | 1921  | 1926  | 1931 | 1936 | 1946 | 1954 |
| ----- | ----- | ----- | ----- | ----- | ---- | ---- | ---- | ---- |
| 1 266 | 1 236 | 1 260 | 1 055 | 1 063 | 961  | 984  | 971  | 906  |

| 1962 | 1968 | 1975 | 1982  | 1990  | 1999  | 2005  | 2006  | 2010  |
| ---- | ---- | ---- | ----- | ----- | ----- | ----- | ----- | ----- |
| 879  | 886  | 901  | 1 048 | 1 276 | 1 335 | 1 447 | 1 481 | 1 537 |

| 2015  | 2020  | 2022  | - | - | - | - | - | - |
| ----- | ----- | ----- | - | - | - | - | - | - |
| 1 569 | 1 515 | 1 514 | - | - | - | - | - | - |

### Services et équipements
- Une crèche municipale a ouvert ses portes en octobre 2012. Le multi accueil Côté Soleil propose trois types d'accueil : permanent, occasionnel et péri-scolaire ; ceux-ci s'adressant à une quarantaine d'enfants de 2 mois ½ à 6 ans[réf. nécessaire].

### Enseignement
Mirabel-aux-Baronnies dépend de l'académie de Grenoble, circonscription de Nyons.
Les élèves débutent leur scolarité à l'école maternelle du village (deux classes pour environ cinquante enfants) puis continuent à l'école primaire communale Renaud-Séchan, inaugurée par le chanteur le 14 octobre 2006 (quatre classes pour environ cent enfants).

### Santé
Mirabel-aux-Baronnies a créé son propre pôle médical, situé près de la mairie et achevé en 2008. L'Espace Médical du Vieux Relais dispose de deux médecins généralistes, un dentiste, un podologue, un kinésithérapeute, un ostéopathe, un ergothérapeute[réf. nécessaire].
Il y a aussi un cabinet infirmiers et une pharmacie[réf. nécessaire].

### Manifestations culturelles et festivités
Fête : premier dimanche de septembre.

### Loisirs
- Randonnées[1].

### Sports
- Football : Union Sportive Mirabellaise[26].
- Tennis : Tennis Club Mirabel-Piégon (TCMP)
- Padel : Tennis Club Mirabel-Piégon (TCMP)

### Médias

#### Presse écrite
- Le quotidien régional Le Dauphiné libéré.
- L'hebdomadaire bidépartemental La Tribune de Montélimar, propriété du Dauphiné Libéré.
- L'hebdomadaire L'Agriculture Drômoise, journal d'informations agricoles et rurales, couvre l'ensemble du département de la Drôme.

#### Presse audiovisuelle
- Ici Drôme Ardèche, radio locale publique.
- France 3 Rhône-Alpes et France 3 Alpes

### Cultes
Mirabel-aux-Baronnies est rattaché à la paroisse catholique « Saint François d’Assise en Nyonsais », dépendant du diocèse de Valence, doyenné de Nyons.

## Économie

### Agriculture
En 1992 : oliviers et moulin à huile, vignes (vins AOC Côtes-du-Rhône et VDQS Haut-Comtat), lavande (distillerie), vergers (coopérative fruitière), ovins, apiculture, truffes.
- Marché aux olives : tous les samedis du 30 novembre au 29 février[16].

Plusieurs marchés sont organisés sur la commune, en plus du celui, hebdomadaire du vendredi : marché aux olives le samedi du 30 novembre au 29 février, Marché aux brocantes 1er et 3e dimanche de juin à septembre[réf. nécessaire].
La commune fait partie de la zone d'appellation de l'huile d'olive de Nyons. Deux moulins à huile sont installés à Mirabel-aux-Baronnies. L'agriculture est également basée sur la viticulture, avec la production de côtes-du-rhône, même s'il n'y a pas de cave coopérative locale. Les producteurs apportent leur vendange à Saint-Maurice-sur-Eygues ou Vinsobres.

### Commerce
Le commerce de proximité est encore actif, avec la présence de : deux boulangeries, un libre service, un bureau de tabac, un restaurant, deux bars, un salon de thé, une boucherie, un bouquiniste, une brocante, une boutique dépôt-vente, une boutique vêtements et accessoires[réf. nécessaire].

### Tourisme
- Syndicat d'initiative (en 1992)[16].
- Camping[16].

### Entreprises
| Nombre d'établissements actifs au 31/12/2011                                           | 225         |
| Part de l'agriculture                                                                  | 41,8 %      |
| Part de l'industrie                                                                    | 3,6 %       |
| Part de la construction                                                                | 6,2 %       |
| Part du commerce, transports et services divers dont commerce et réparation automobile | 36 % 10,2 % |
| Part de l'administration publique, enseignement, santé et action sociale               | 12,4 %      |
| Part des établissements de 1 à 9 salariés                                              | 18,2 %      |
| Part des établissements de 10 salariés ou plus                                         | 0,9 %       |

Source : Insee, CLAP (connaissance locale de l'appareil productif).

## Culture locale et patrimoine

### Lieux et monuments

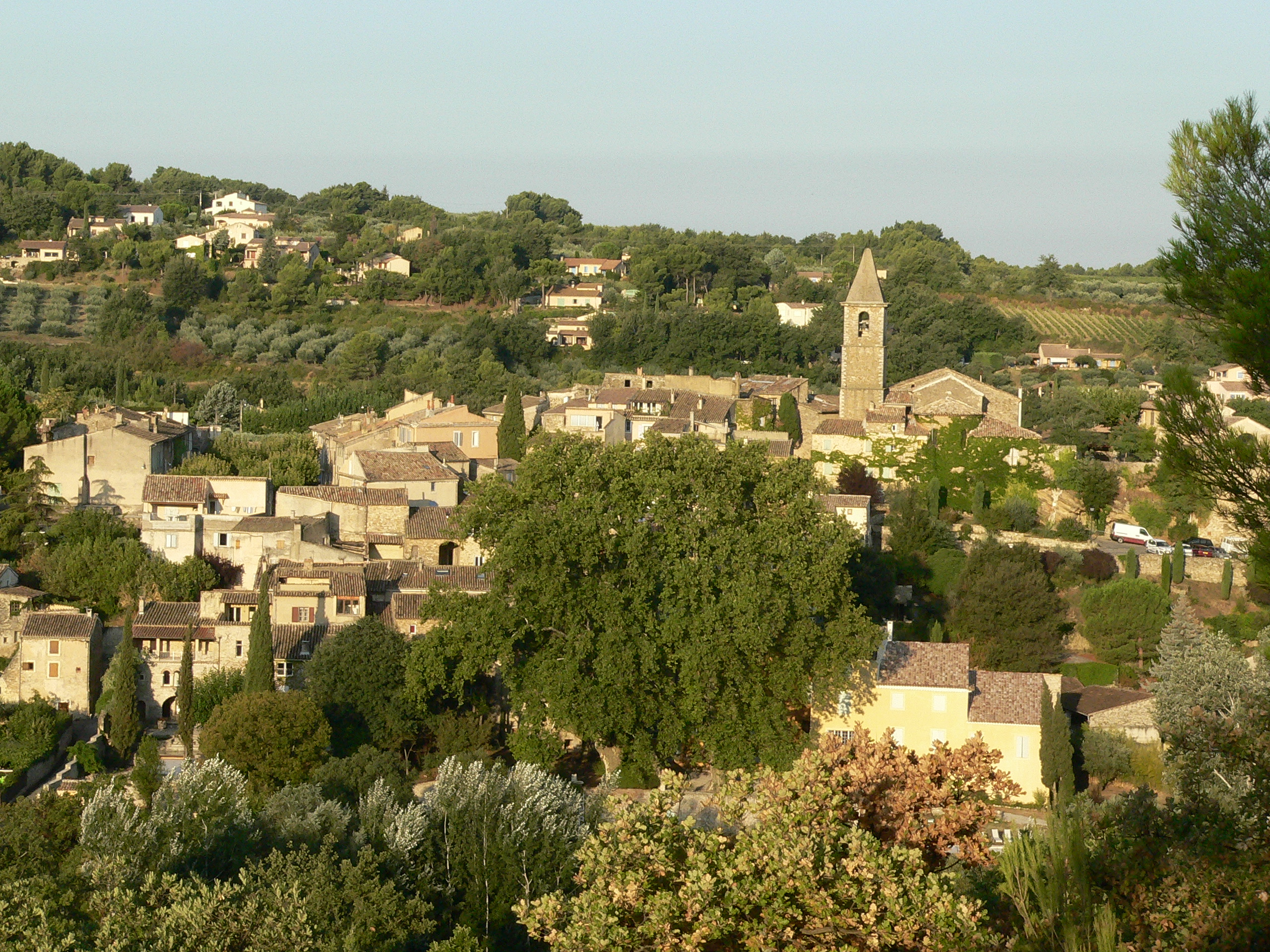
Vue générale du village.

- Restes de la tour de Mialon (ancien château seigneurial)[réf. nécessaire].
- Chapelle Notre-Dame-de-Beaulieu (origine au XIe siècle)[16].

Chapelle Notre-Dame de Beaulieu (à 2 kilomètres au sud-ouest de Mirabel) : reste de l'ancienne résidence des dauphins[réf. nécessaire].
- Fortifications : tour de guet (XIIe siècle)[16].

Anciens remparts (chemin des Barrys), fortifications et tour du XIIe siècle.
- Ancienne fontaine sur la place des Armes (XIIIe siècle)[réf. nécessaire].
- Ruines du château du XIVe siècle (ou XIIIe siècle[réf. nécessaire]).
- Église (ancienne chapelle privée des dauphins) : porte romane, chœur (XIVe siècle), intérieur restauré en 1973[16].

Église paroissiale Saint-Julien et son chœur : reste de l'ancienne chapelle delphinale du XIIIe siècle, reconstruit en 1645-1651.
- Calvaire à deux stations[16].
- Chapelle de Saint-Roch[réf. nécessaire].
- Chapelle des Pénitents Blancs[réf. nécessaire].
- Chapelle du Calvaire[réf. nécessaire].
- Chapelle de Saint-Pierre (nord-est du village, sur l'ancien chemin des soldats, sur une butte, isolée)[réf. nécessaire].

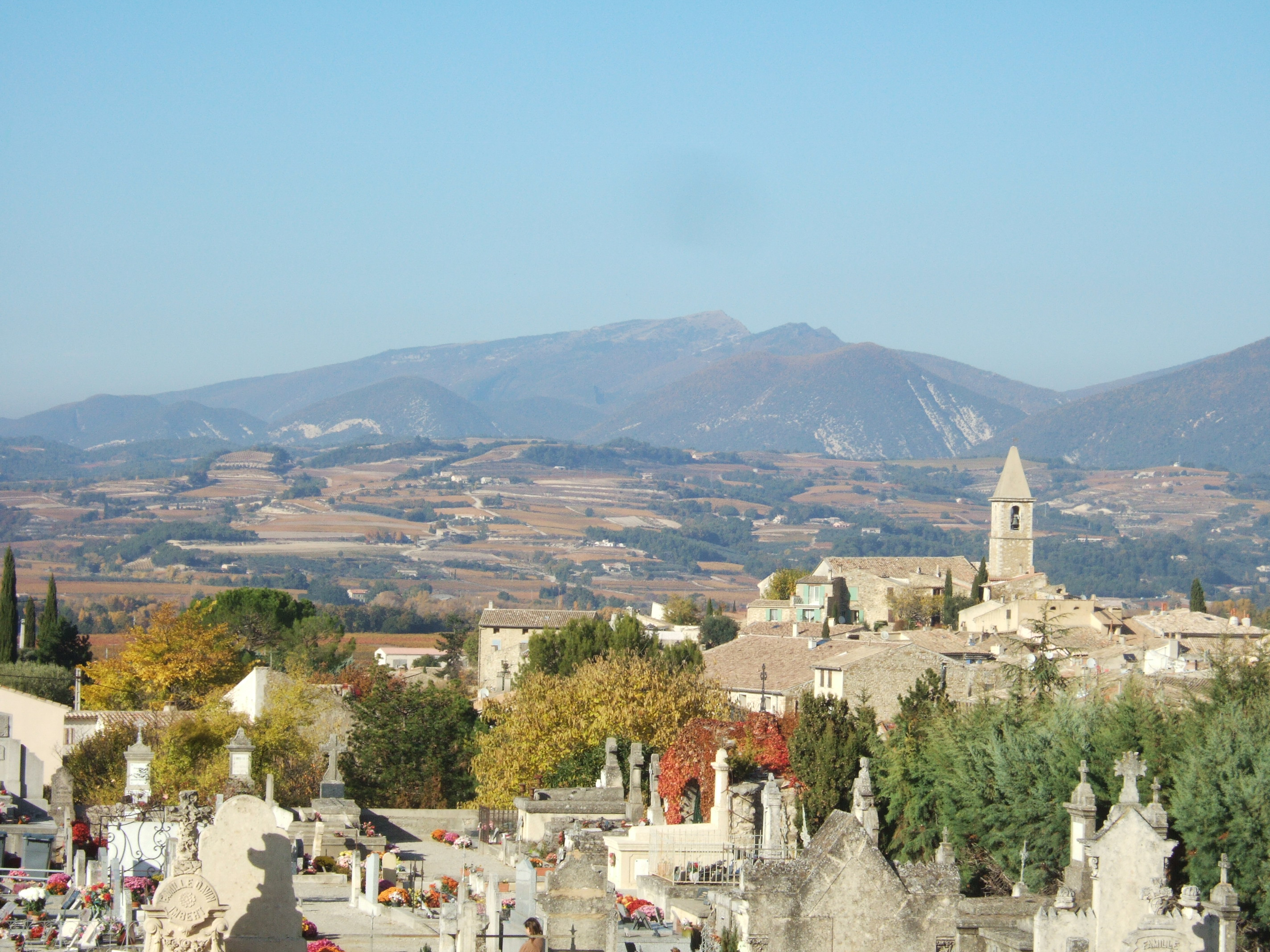
Vue de Mirabel, au fond la montagne de La Lance.
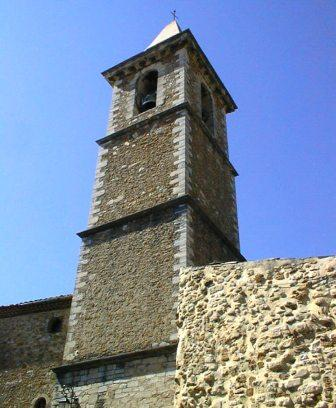
Clocher de l'église Saint-Julien.
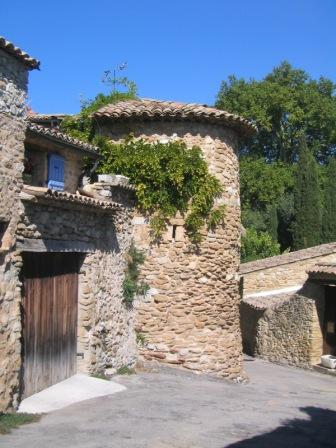
Les remparts.
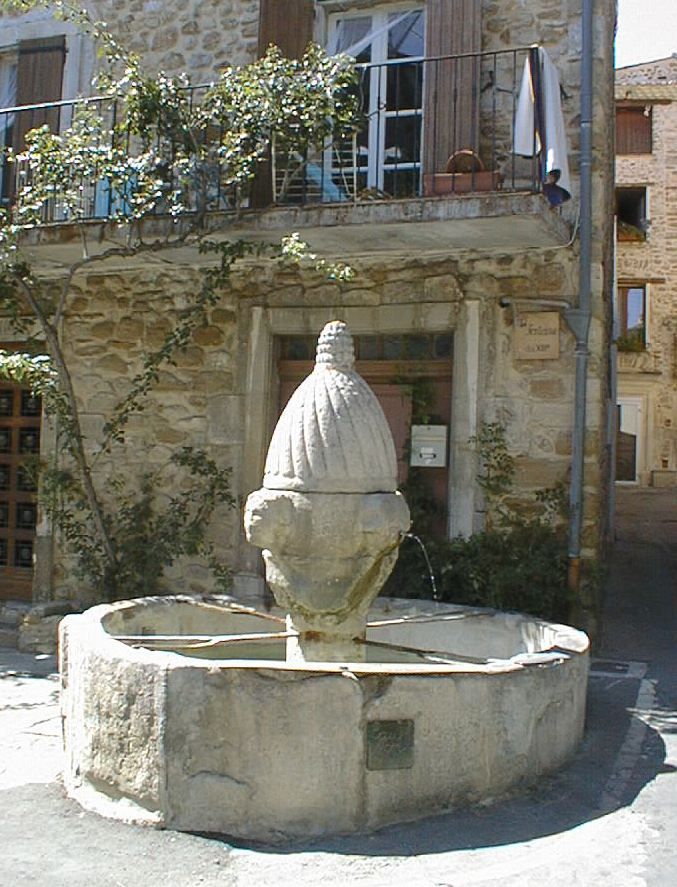
Fontaine classée du XIIIe siècle.
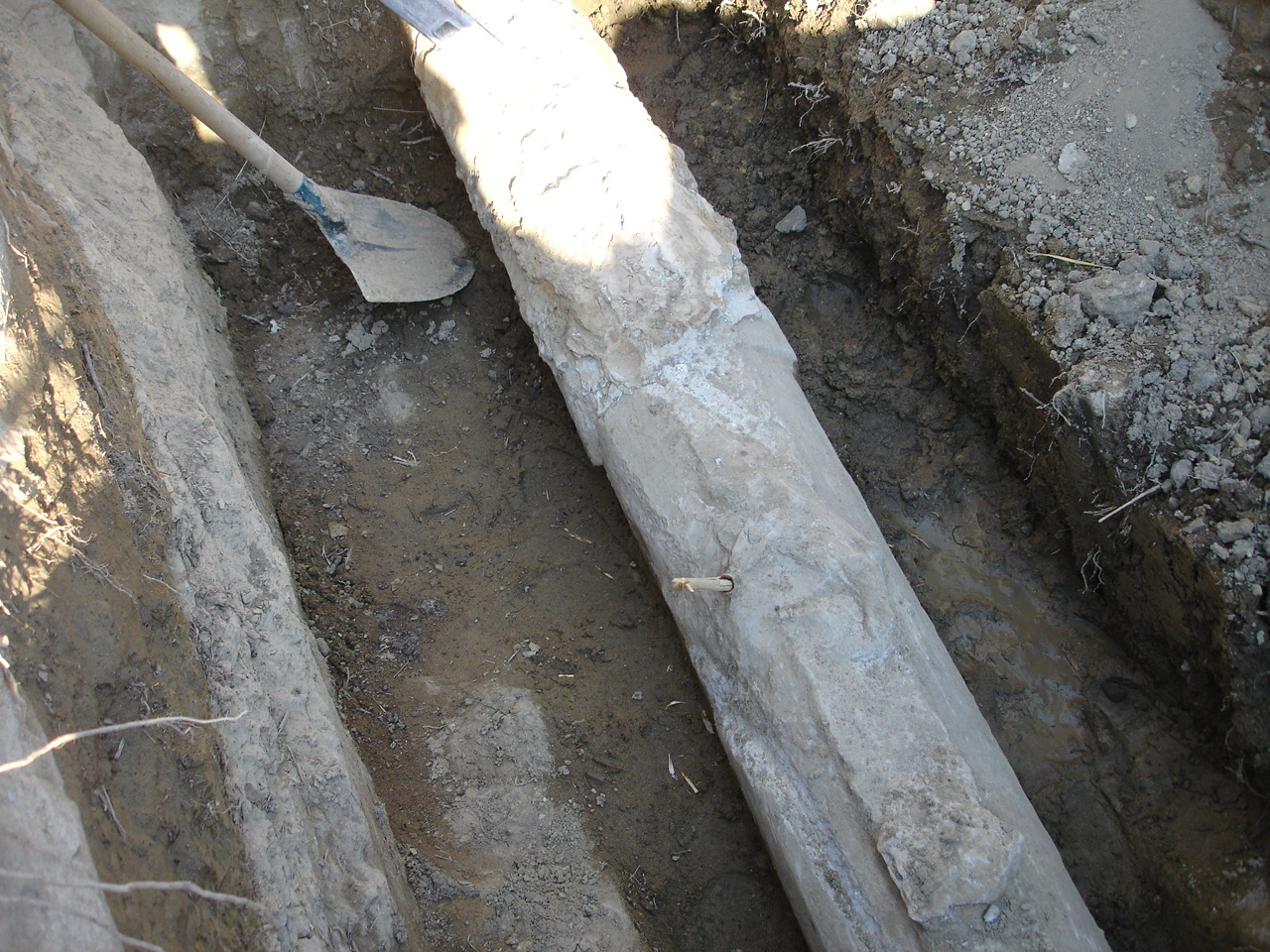
Une partie des canalisations en ciment, datant de 1876, du réseau d'alimentation des fontaines, pendant réparation et pose d'un robinet en 2006.

#### Anciens remparts de Mirabel
Mirabel possédait trois enceintes. Il n'en demeure que des éléments épars. Les éléments les plus visibles se situent sur la partie est du chemin des Barrys où l'on voit un reste de tour carrée (devenu escalier) et surtout une tour dite sarrasine, de forme semi-circulaire. On trouve un portail en contrebas, qui ouvrait sur un ancien « jas » (bergerie). Plus loin une arcade franchit le chemin qui conduisait au « poste de garde ». Un deuxième élément défensif de l'enceinte extérieure se situe au nord.

#### Église de Mirabel
L'église paroissiale Saint-Julien-et-Saint-Victor possède un chœur roman, reste de l'ancienne chapelle delphinale, restaurée avec l'ensemble de l'église au XIXe siècle. 
Son origine remonte à l'époque de l'installation des Montauban (premières années du XIIIe siècle) alors que Mirabel était la capitale de la baronnie. Il ne reste du château qu'un élément de tour, à l'angle nord de la place de l’église.

La chapelle fut réaménagée au début du XIVe siècle par Anne, fille de Guy, frère du dauphin Humbert II, et consacrée à saint Victor par l'évêque de Vaison. À l'époque, Mirabel faisait partie du Comtat-Venaissin.
Elle appartient ensuite aux templiers de Beaulieu, puis à leurs successeurs hospitaliers et enfin à l'ordre de Malte jusqu'en 1789.

L'abside en « cul de four » est de style roman provençal, à deux fenêtres (au lieu de une ou trois habituellement).  
La voûte en pierre qui la prolonge donne le chœur actuel de style ogival méridional, soutenue par quatre nervures en arc brisé dont la croisée est ornée d’une clé du XIXe siècle. Cette clé porte sur sa face inférieure un Agneau de Dieu sculpté.
Sur l'appui de la nervure gauche, on voit un homme accroupi, assis sur sa jambe droite, retenant son genou de la main, son visage tourné vers l'autel. Le drapé de ses vêtements et sa chevelure bouclée ont une facture Renaissance.

Le premier agrandissement date du XVIe siècle, avec la création de sept autels consacrés par l'évêque de Vaison le 22 janvier 1526. Des restaurations seront entreprises en 1616 et 1776.
En 1820, il a fallu renforcer le soubassement du clocher en supprimant une des chapelles latérales.
En 1824, le maire, Mr. Garnier, adresse une supplique au roi Louis XVIII, mettant l'accent sur le mauvais état du bâtiment et sa capacité insuffisante.
Vers 1840; les travaux sont réalisés, donnant à l'église son aspect actuel : extension de la nef, réalisation de tribunes et de stalles, construction d'un nouveau clocher. Les travaux furent réalisés par les compagnons du Devoir. Les chapelles latérales rappellent le style roman, avec les voûtes en briques, celle de la nef prolongeant le style ogival du chœur. Enfin, la sacristie a été construite en 1854.
La dernière restauration intérieure de 1972 est due à la ténacité du père Morel, curé de la paroisse, qui déplâtra les murs, mettant au jour le bel appareillage de pierres, et la signature des Compagnons dans la chapelle qui abrite l'ancien maître-autel.
Les cloches ont été électrifiées en 1992.
Descriptif intérieur (de l'entrée vers l'autel)
- à droite :
  - chapelle des fonts baptismaux et statue de procession en bois doré de la Vierge,
  - chapelle Sainte-Anne et autel en bois doré à la feuille (ancien maître-autel),
  - orgue et entrée latérale,
  - clocher ;
- à gauche :
  - chapelle des morts des deux guerres,
  - chapelle Saint-Joseph,
  - chapelle de la Vierge,
  - chapelle du Saint-Sacrement ;
- dans le chœur :
  - Vierge à l'Enfant en bois polychrome du XVIIIe siècle,
  - grand Christ en bois du XVe siècle,
  - vitrail de saint Julien,
  - vitrail de saint Victor.

Extérieur
Sur la place, se trouve une croix de Mission en fer forgé de 1756. Il existe dans le village plusieurs croix sur les chemins.

#### Chapelles du village
Notre-Dame de Beaulieu
Pour accéder à la chapelle, il faut prendre le premier chemin vicinal à droite à la sortie sud de Mirabel, direction Beaulieu. La chapelle de Beaulieu est masquée par un bouquet d'arbres qui couronne un mamelon, à droite de la route. 
La chapelle de Beaulieu est un édifice défiguré lors de sa reconstruction en 1841.

Ce fut l'oratoire des Montauban. Ils venaient s'y recueillir lorsqu'ils séjournaient sur leur domaine de Mirabel.
L'existence d'une chapelle à Beaulieu est attestée en 1059 par une charte de l'abbaye Saint-Victor de Marseille.

La chapelle a été reconstruite et décorée par les Montauban qui en ont fait cession en 1237 aux templiers. Après 1308 les biens des templiers furent dévolus aux chevaliers hospitaliers (devenus plus tard les chevaliers de Malte). La chapelle était semblable aux nombreux édifices ruraux construits sur les domaines seigneuriaux pour une communauté relativement restreinte. Comme ailleurs, on trouvait l’abside en cul-de-four, la nef voûtée en plein cintre.

Aujourd'hui, l'abside a disparu, mais on en voit la trace sur le sol devant l'entrée actuelle. L'orientation de la chapelle a été retournée : à l'origine, les fidèles entraient par l'ouest.
L'intérieur est d’une grande simplicité. L'attention est attirée, à droite de la porte, par une dalle de safre (grès local). Il s'agit de la pierre tombale des Montauban. Quelques ossements ont été retrouvés, en 1969, sous le dallage de l'actuelle entrée, à l’emplacement primitif de l'autel. La pierre tombale porte, de part et d'autre de la croix donnée à l'ordre des templiers par le pape Eugène III en 1146, deux écus en ronde-bosse. Celui de droite est orné de la croix templière sculptée dans le cercle traditionnel, celui de gauche représente le blason des Montauban : « fascé de cinq pièces (bandes) et brochant sur le tout, un meuble ». Le meuble est difficile à identifier ; ce pourrait être la représentation emblématique du Drac rhodanien dont le prénom Dragonnet serait issu. C'est sous cette pierre que Dragonet II aurait été enseveli, en 1276, par sa fille Randonne, près des restes de sa femme et de ses parents.

Détruite au XVIe siècle, pendant les guerres de Religion, la chapelle fut d’abord relevée au début du XVIIe siècle puis elle fut laissée à l'abandon par son commanditaire, le prieur de Poët-Laval. À nouveau ruinée, elle fut rebâtie au XIXe siècle dans des dimensions plus réduites, avec une toiture sur charpente et une façade plate, embellie de modillons sculptés, représentant des têtes de monstres, des personnages, un cheval au front frappé d'une rosace, une fleur hexapétale, etc. Sous le rampant du toit, sont placés la bordure à décor d'oves et de feuilles d'eau. Une curiosité : les deux petits chapiteaux utilisés comme vases à l'antique, aux deux extrémités du pignon. L'ensemble de ces éléments décoratifs provient de l'ancien prieuré templier qui jouxtait la chapelle, et dont on retrouve quelques vestiges : pierres sculptées en réemploi dans le mur de la terrasse actuelle, et surtout la croix templière découverte lors d'une récente restauration et placée à l'entrée de la maison d'habitation.

Longtemps, Notre-Dame de Beaulieu fut le principal lieu de pèlerinage local. Les fidèles allaient prier sur la tombe de Dragonet comme sur celle d'un saint. La mémoire collective a aussi des enjolivures : elle avait gommé le caractère violent et querelleur du baron, et transformé en bonté et en charité l'attachement qu'il portait à Beaulieu.
La chapelle est propriété de la commune. Elle est ouverte au culte le lundi de Pâques.
Chapelle Saint-Roch
Elle est située à la sortie nord de Mirabel, en bordure de la route D 538 qui conduit à Nyons.
Sa construction remonte à la peste de 1629. Après onze mois au cours desquels l'épidémie fit près d’une centaine de victimes, les consuls et la population firent le vœu d'ériger une chapelle dédiée à saint Roch, connu pour son dévouement aux pestiférés. La légende assure qu'il passa par Mirabel au cours d’un voyage qu'il fit en Italie. 
La construction de la chapelle fut entreprise dès 1630, sur le plan classique des églises rurales. Elle fut consacrée en 1632. Le bâtiment est d'une simplicité extrême. Deux ouvertures carrées encadrent la porte cintrée. Le pignon possède un oculus rehaussé d'une croix en fer forgé. Devant la porte, une croix de mission érigée au XIXe siècle.
La chapelle est propriété privée. La messe n’y était célébrée que le 16 août.
Chapelle des Pénitents Blancs
Elle est située au milieu du village dans la D 538 dite « route de Vaison » au croisement avec le chemin de Seguret.
À l'origine, il y avait à cet endroit une chapelle dénommée « Notre-Dame-de-Bon-Repos ».
Ce fut, jusqu’au XVIIe siècle, la chapelle du cimetière du village, d'où son nom.
Ruinée par les guerres du XVIe siècle, et pratiquement abandonnée, Notre-Dame-de-Bon-Repos n'était plus qu’une masure lorsque les Pénitents Blancs de Mirabel voulurent en faire leur chapelle. En 1661, ils obtinrent la cession du vieil oratoire, et bâtirent à sa place une église d'un style dépouillé, avec une façade plate, un peu dans le goût baroque du XVIIe siècle finissant, ornée d'un clocheton aujourd'hui disparu.
C'est aujourd'hui une propriété privée.
Chapelle du Calvaire
Au lieu-dit le Calvaire, dans le quartier Josiol, où le safre rongé par le vent et le ruissellement prend des formes étranges, se dresse un oratoire.
Ce petit édifice, posé sur une petite plate-forme, domine un large paysage : la vallée de l'Eygues, la montagne de Garde-Grosse, le défilé du Rieussec, la dépression du Pays Voconce et le Ventoux. 
De loin, il contraste comme un signal blanc sur un fond coloré.
Sa construction remonte au XIVe siècle, à l'époque des dauphins. Sa toiture a conservé sa coiffe de lauzes. En contrebas la grotte du Gisant, autrefois un Christ en bois de figuier a été remplacé en 1942 par un gisant en ciment vandalisé il y a quelques années. Sur la crête de la colline, une stèle en pierres sèches donne le modèle de ce que furent les « stations de chemin de Croix » dont on voit quelques restes dans la garrigue, en redescendant vers le village.
La chapelle est propriété communale mais enclavée dans un terrain privé.
Chapelle Saint-Pierre
La chapelle est située face à la tour Mialon. Elle est propriété privée.

### Patrimoine culturel
- Artisanat et expositions[16].
- Association les « Amis de Mirabel-aux-Baronnies »[16].

### Patrimoine naturel
- Bois du Roi (au sud-ouest du village)[réf. nécessaire].
- Grotte des Sarrasins[16],[1].
- Grotte de Serre des Huguenots[16].
- Fontaines minérales[16].

La commune ne fait pas partie du parc naturel des Baronnies provençales créé en 2014, bien que située à l'intérieur de son périmètre.

### Personnalités liées à la commune
- Fernande Flagon (1908-1996), née dans la commune. Elle fut maire de Valenton, une des premières en France.
- René Mella des Compagnons de la chanson, habitait Mirabel-aux-Baronnies, où il est mort[29].

### Héraldique, logotype et devise
|  | Mirabel-aux-Baronnies possède des armoiries dont l'origine et le blasonnement exact ne sont pas disponibles. |